# مسروب دوم موتافیان
مسروب دوم موتافیان (ارمنی: Մեսրոպ Բ Մութաֆյան؛ انگلیسی: Mesrob II Mutafyan of Constantinople؛ زادهٔ ۱۶ ژوئن ۱۹۵۶ - درگذشته ۸ مارس ۲۰۱۹) کشیش ارمنی‌تبار اهل ترکیه بود. در سال ۱۹۹۸ به عنوان ۸۴مین پاتریارک کلیسای حواری ارمنی استانبول جایگزین پاتریارک گارگین دوم شد و تا سال ۲۰۰۸ که اسقف اعظم آرام آتسیان به عنوان کیفل جایگزین وی شد این سمت را برعهده داشت. وی سرانجام در روز ۸ مارس ۲۰۱۹ در سن ۶۲ سالگی در «بیمارستان ارمنی منجی مقدس » یدیکوله استانبول درگذشت رجب طیب اردوغان رئیس‌جمهور ترکیه درگذشت وی را تسلیت گفته است.